# أيغور ألكسييفيتش جونداروف
أيغور ألكسييفيتش جونداروف ( بالروسية Игорь Алексеевич Гундаров ;born May
من مواليد 11 مايو، 1947، من مدينة مايكوب) هو دكتور في الطب، وعضو في الأكاديمية الروسية للعلوم الطبيعية، ومرشح للعلوم الفلسفية، وهو متخصص في مجال علم الأوبئة والإحصائات.
ورئيس مختبر مركز البحوث الحكومي للطب الوقائي بوزارة الصحة، وهو خبير في مجلس الدوما في الاتحاد الروسي، أستاذ في جامعة موسكو الحكومية الطبية الأولى وهيئة رئاسة المجلس العام لعموم روسيا حول نوعية حياة مواطني الاتحاد الروسي.
وأنهى متطلبات تخصص الطب وذهب للعمل في البلدان في قارتي آسيا وأفريقيا، وقدم محاضرات في علم الأوبئة في برلين ومدرسة لندن للأمراض الصحية والنظافة الاستوائية.